# Автомагістраль А20 (Франція)
Автомагістраль A20 або L'Occitane — шосе через центральну Францію. Частина національної мережі автомагістралей Франції, її протяжність становить 427 кілометрів.

## Перетнуті регіони
Дорога пролягає через області Окситанія, Лімузен і Південь-Піренеї. Він починається у В'єрзоні в Шері і закінчується на півдні в Монтобані в Тарн і Гаронна. Проте подальші ділянки між Орлеаном і В’єрзоном (A71) і Монтобан-Тулуза (A62) можуть бути перейменовані на A20 у недалекому майбутньому. L'Occitane безкоштовно з В'єрзона до Брів-ла-Гайарда через Лімож.
Операційними компаніями є ASF між Крессансак і Монтобан, DDE в департаменті між В'єрзон і Непуль. Дорога перетинає такі департаменти Шер, Ендр, Крез, Верхня В'єнна, Коррез, Лот, Тарн і Гаронна.

## Історія
Автомагістраль була запропонована, щоб скоротити час подорожі по RN20 і уникнути заторів під час святкових періодів у Шатору, Аржантон-сюр-Крез, Сен-Бенуа-дю-Со, Лімож, Узерш, Брів, Суйяк, Каор і Монтобан.

## Маршрут
Автомагістраллю керує відповідний DDE в Шер, Ендре, Крез, Верхня В'єна, Коррез і Лот. Це безкоштовна автомагістраль зі смугами руху 2x2, а деякі ділянки мають смуги 2x3, наприклад, об’їзд Ліможа.